# Авондейл Вільямс
Прінс Авондейл Вільямс (англ. Prince Avondale Williams; нар. 10 жовтня 1977) — футболіст Британських Віргінських Островів, який грав на позиції нападника. Розпочав футбольну кар'єру виступами в складі збірної Сент-Вінсент і Гренадин, пізніше грав у складі та тренував збірну Британських Віргінських Островів з футболу.

## Футбольна кар'єра
Авондейл Вільямс розпочав футбольну кар'єру у 1995 році складі збірної Сент-Вінсент і Гренадин в матчі зі збірною Тринідаду і Тобаго. У 1997 році повернувся на Британські Віргінські Острови, де став гравцем місцевої команди «Ветеранс». У 2000 році дебютував у складі збірної Британських Віргінських Островів з футболу. На початку 2003 року Авондейл Вільямс став гравцем команди «Рейнджерс», у якій грав до середини 2004 року, після чого повернувся до складу «Ветеранс», цього разу грав у складі команди до кінця 2004 року. У 2005—2007 роках футболіст знову грав у складі «Рейнджерс», а з початку 2008 до 2017 року Вільямс грав у складі команди «Айлендерс», після чого завершив виступи на футбольних полях.
У складі збірної Британських Віргінських Островів Авондейл Вільямс грав до 2012 року, зіграв у її складі 15 матчів, та відзначившись 5 забитими м'ячами, що робить його кращим бомбардиром збірної за всю історію її виступів. У 2008 році Вільямс став головним тренером збірної Британських Віргінських Островів, покинув цей пост у 2018 році.